# Sucre (Équateur)
Pour les articles homonymes, voir Sucre (homonymie).
Sucre est une ville située en Équateur, dans la province de Manabí. Elle est la capitale du canton de Veinticuatro de Mayo.
La population de la ville était de 4 415 habitants au recensement de 2001.